# Meghan Chavalier
Meghan Chavalier, pseudonimo di KJ Siirila (Hurley, 22 marzo 1969), è un'ex attrice pornografica, cantante e attivista per i diritti delle persone LGBT statunitense.

## Biografia
Come pornostar transessuale è stata protagonista in più di 150 film per adulti, come: TV Cowboy. Come cantante Meghan Chavalier cantava in alcuni locali di New Orleans, Louisiana, prima di trasferirsi a Hollywood, California, nel 1995. Chavalier apparve anche sulle copertine di molti giornali periodici trasgressivi, come: Girl Talk, Transformation, Transformed, Transformation Catalogs, Body Language, TV Epic.
È stata la prima transessuale ad apparire sulla copertina di AVN Magazine.
Nel luglio 2008, Meghan Chavalier ha fondato nuove organizzazioni chiamate: Stopping The Hate A Lesbian, Gay, Bisexual, Transgender Human Rights Coalition.
Per la sua attività nel settore nel 2009 ha ottenuto il Lifetime Achieviement Award ai Tranny Awards.

## Pubblicazioni
Chavalier è stata anche autrice di due libri:
- un romanzo, Il Libro di Elandor Il Viaggio Mistico (The Mystical Journey The Book of Elandor) con allegata una sua autobiografia, pubblicata nel 2007;
- Confessioni di una Porno Star Transessuale (Confessions of a Transsexual Porn Star), pubblicato dall'Author House a Bloomington, Indiana; questo è stato il primo libro pubblicato da un transessuale nell'industria cinematografica adulta.

### Musica
Meghan Chavalier ha pubblicato, nell'ultimo anno, molte canzoni da singolo, tuttora disponibili su negozi on-line:
- Stalker;
- 15 Years;
- Groove;
- I'll Keep on Moving;
- Here We Go Again;
- I Don't Owe You Anything;
- It's Meghan;
- Butterfly;
- Here We Go Again Featuring DJ XXXavier The Remix;
- It's Meghan Featuring DJ XXXavier The Remix;
- Groove Featuring DJ XXXavier The Remix;
- Sex For Money The Subway Remix Featuring DJ XXXavier.